# Bathygobius panayensis
Bathygobius panayensis är en fiskart som först beskrevs av Jordan och Seale, 1907.  Bathygobius panayensis ingår i släktet Bathygobius och familjen smörbultsfiskar. Inga underarter finns listade.

## Bildgalleri

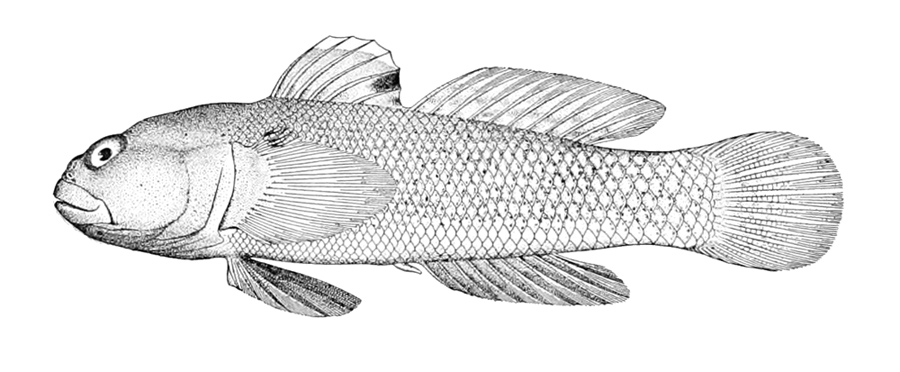